# Aldis Hodge
Aldis Alexander Basil Hodge (sinh ngày 20 tháng 9 năm 1986) là nam diễn viên người Mỹ. Anh từng đảm nhận một số vai diễn như Alec Hardison trong series phim truyền hình Leverage, MC Ren trong phim tiểu sử Straight Outta Compton (2015), Levi Jackson trong Hidden Figures (2016). Trong vũ trụ điện ảnh DC,  anh vào vai Carter Hall/Hawkman, xuất hiện từ phần phim Black Adam (2022).

## Thời thơ ấu
Hodge sinh năm 1986 tại Onslow, bang North Carolina. Cha mẹ anh, ông Aldis Basil Hodge và bà Yolette Evangeline Richardson, đều phục vụ trong Thủy quân lục chiến Hoa Kỳ. Anh trai anh là diễn viên Edwin Hodge. Từ nhỏ, Hodge đã học chơi kèn clarinet và đàn violin, sau này anh tập trung hơn vào violin. Bên cạnh diễn xuất, anh còn có khả năng thiết kế đồng hồ, viết văn và vẽ. Năm 2009, anh nhận được một đề cử giải Sao Thổ ở hạng mục "Nam phụ phim truyền hình xuất sắc nhất" cho vai Alec Hardison trong series Leverage.
Năm 2019, anh vào vai Decourcy Ward trong phim truyền hình City on a Hill, diễn cùng với Kevin Bacon. Năm 2020, Hodge được DC xác nhận tham gia vào vai Carter Hall / Hawkman trong tác phẩm điện ảnh Black Adam, bên cạnh Dwayne Johnson, Noah Centineo, Sarah Shahi và Pierce Brosnan.